# Il Kybalion
Il Kybalion è un libro pubblicato per la prima volta nel 1908 che dichiara di essere una summa degli insegnamenti ermetici. I suoi autori hanno scelto di rimanere anonimi dietro lo pseudonimo de "I tre iniziati".

## Descrizione dell'opera
Il Kybalion apparve per la prima volta nel dicembre del 1908 e il suo contenuto è quindi oggi di pubblico dominio. Il libro afferma di essere basato sugli antichi insegnamenti dell'ermetismo tuttavia molte delle idee che presenta sono in realtà concetti moderni sviluppatesi in seno alla corrente di pensiero del New Thought.
L'argomento centrale dell'opera è la "trasmutazione mentale" (descritta anche come "alchimia mentale", "arte della chimica mentale", "arte della polarizzazione" e "psicologia mistica") ovvero l'arte di modificare e trasformare i propri stati mentali così come quelli degli altri.

### I sette principi
Ciascuno dei sette capitoli del volume è dedicato a un principio, o assioma:
Principio del mentalismo: ovvero "tutto è mente".
Principio di corrispondenza: c'è sempre una corrispondenza tra i fenomeni dei vari piani di esistenza (piano fisico, piano mentale, piano spirituale), in ossequio al principio "come in alto così in basso".
Principio di vibrazione: niente è fermo, tutto è in movimento e in vibrazione. Le differenze tra la materia, l'energia, la mente e lo spirito sono riconducibili a differenze vibrazionali: più alto è il livello evolutivo, più alta è la frequenza vibrazionale. Il Tutto (l'Assoluto, la Mente Suprema) ha un livello vibrazionale infinitamente alto. L'arte della trasmutazione mentale consiste appunto nell'arte di modificare lo stato vibrazionale, risultato raggiungibile attraverso uno sforzo di volontà.
Principio di polarità: tutto è duale, tutto ha due poli, ogni cosa ha il suo opposto. Ogni cosa "è" e "non è" allo stesso tempo, ogni verità non è che una mezza verità e al contempo una mezza falsità. Gli opposti condividono la stessa natura in gradi diversi, gli estremi si toccano, tutti i paradossi possono essere riconciliati.
Principio di ritmo: in ogni cosa c'è un movimento simile a quello di un pendolo. Questo principio spiega come vi sia un ritmo in ogni coppia di opposti, o poli, ed è quindi strettamente collegato al Principio di polarità.
Principio di causa ed effetto: c'è una causa per ogni effetto e un effetto per ogni causa. Il caso non esiste: "il caso" è solo il nome che si dà a cause non identificate o percepibili.
Principio di genere: ogni cosa ha un genere, maschile o femminile. Questo concetto non ha a che fare con il genere sessuale. Il genere mentale è infatti slegato e indipendente dal genere fisico, o sessuale, di una persona. Il genere maschile è attivo, proiettato verso l'esterno, e la sua parola chiave è "Volontà". Il genere femminile è ricettivo, crea nuovi pensieri e idee, e la sua parola chiave è "Immaginazione". Tra i due generi deve esserci equilibrio: il maschile infatti, se non è bilanciato dal femminile, agisce indiscriminatamente tendendo al caos, così come il femminile, se non bilanciato dal maschile, tende viceversa alla stagnazione. Il maschile e il femminile insieme portano a un'azione ragionata, la quale conduce al successo.

## L'autore
Molte ipotesi sono state fatte circa l'identità di chi si sia celato dietro lo pseudonimo "I tre iniziati".
L'ipotesi più comune e accettata è che l'autore sia William Walker Atkinson, da solo o in collaborazione con altri. Atkinson infatti era noto per la sua abitudine di utilizzare molti pseudonimi a seconda del tipo di pubblico cui si rivolgeva ciascuna sua opera ed era anche il proprietario della "Yogi Publication Society of Chicago", la casa editrice che pubblicò Il Kybalion.
Un'ipotesi abbastanza diffusa è che Atkinson abbia scritto il libro assieme a Paul Foster Case e Michael Whitty. Sulla base di tale ipotesi si è discusso a lungo sull'appartenenza di Case alla massoneria, considerando il fatto che la Yogi Publication Society dava come indirizzo il "Masonic Temple" di Chicago. Tuttavia il Masonic Temple di Chicago non era che il primo grattacielo della città, il quale ospitava dozzine di negozi e piccole attività che non avevano nulla a che fare con la massoneria ed era così chiamato solo perché la sua costruzione era stata principalmente finanziata dalla loggia massonica che si riuniva agli ultimi piani.
Altri nomi proposti come coautori del Kybalion sono quelli di Harriet Case (l'allora moglie di Paul Foster Case), Ann Davies (che succedette a Paul Foster Case nel ruolo di capo del B.O.T.A), Mabel Collins (un'importante scrittrice di Teosofia), Claude Bragdon (architetto, scrittore di Teosofia e di "geometria mistica") e Claude Alexander (prestigiatore, mentalista, praticante della cristallomanzia e sostenitore delle idee del New Thought). Tuttavia, considerando anche la produzione estremamente prolifica di Atkinson sotto almeno una dozzina di pseudonimi diversi, rimane non dimostrato il fatto che abbia effettivamente cercato la collaborazione di terzi per quest'opera.

## Influenze sulKybalion
Vengono citati nel testo gli scritti del filosofo Herbert Spencer, nei quali si vede trasparire la comprensione dei principi ermetici. Spencer viene salutato come la reincarnazione del filosofo greco Eraclito (V secolo a.C.) il quale è a sua volta visto come la reincarnazione di un più antico filosofo egiziano denominato Ermete Trismegisto.

## Opere derivate dalKybalion
Il libro di Doreen Virtue Divine Magic: The Seven Sacred Secrets of Manifestations è sostanzialmente una versione contemporanea del Kybalion accompagnata da un cd di meditazione guidata.
La Virtue sostiene come attraverso l'applicazione dei principi esposti nell'antico manuale sia possibile controllare il proprio umore, rilasciare le negatività, manifestare l'abbondanza e attirare nuove opportunità.
Un'opera in lingua inglese derivata dal Kybalion, "Summum: Sealed, Except to the Open Mind", è nata in seno a un'organizzazione esoterica chiamata "Summum" la quale, ritenendo il Kybalion antiquato e incompleto, ha riscritto il testo incorporandovi il grande Principio della Creazione, che, secondo questa organizzazione, sta alla base della stessa esistenza del Tutto e costituisce la fonte da cui gli altri sette principi hanno origine.